# Michelle Fairley
Michelle Fairley (Coleraine, 17 januari 1964) is een Noord-Iers actrice. Ze is vooral bekend van haar rol als Catelyn Stark  in de serie Game of Thrones.

## Biografie
Fairley speelde in het begin van haar carrière vele gastrollen in verschillende Britse series. Haar eerste echte rol in een film was die van Mrs. Marlish in The Others (2001).

Tussen 2011 en 2013 vertolkte ze de rol van Catelyn Stark in de succesvolle HBO-serie Game of Thrones.

## Filmografie
- Bibliothèque nationale de France: cb16683515t (data)
- Gemeinsame Normdatei: 1022523430
- International Standard Name Identifier: 0000 0001 2080 4047
- Library of Congress Control Number: no2011095349
- Nationale Bibliotheek van Tsjechië: xx0151253
- Nationale Bibliotheek van Israël: 987007327693505171
- Système universitaire de documentation: 177452390
- Virtual International Authority File: 171868053
- WorldCat: E39PBJht96X3CrWw44hT9d4KBP